# 白帶尖胸沫蟬
白帶尖胸沫蟬（学名：Aphrophora intermedia）为尖胸沫蟬科尖胸沫蟬屬下的一个种。其种加词“intermedia”意为“中间的”。